# Rats des villes
Pour l'espèce animale, voir Rattus norvegicus.
Pour plus de détails, voir Fiche technique et Distribution.
Rats des villes (Sheriff Teddy) est un film pour enfants est-allemand réalisé par Heiner Carow, sorti en 1957, d'après le roman homonyme de Benno Pludra (de) sorti un an plus tôt.

## Fiche technique
- Titre original : Sheriff Teddy
- Titre français : Rats des villes[2]
- Réalisateur : Heiner Carow
- Scénario : Heiner Carow, d'après l'ouvrage homonyme de Benno Pludra (de) sorti en 1956.
- Photographie : Götz Neumann
- Montage : Friedel Welsandt
- Musique : Günter Klück (de)
- Sociétés de production : Deutsche Film AG
- Pays de production :  Allemagne de l'Est
- Langue de tournage : allemand
- Format : Noir et blanc - 1,33:1 - Son mono - 35 mm
- Durée : 68 minutes (1h08)
- Genre : Film pour enfants, comédie dramatique
- Dates de sortie :
  - Allemagne de l'Est : 29 novembre 1957

## Distribution
- Gerhard Kuhn : Kalle
- Axel Dietz : Andreas
- Peter Gensing : Schlaks
- Alexander Noevoy : Albi
- Günther Simon : Professeur Freitag
- Erich Franz (de) : M. Becker
- Else Wolz (de) : Mme Becker
- Helga Göring : Mme Müller
- Hartmut Reck : Robbi
- Gerhard Rachold (de) : Mucki
- Wolfgang Stein : Lutz
- Jürgen Schulz : Pips